# Ateuchus fuscipes
Ateuchus fuscipes är en skalbaggsart som beskrevs av Blanchard 1846. Ateuchus fuscipes ingår i släktet Ateuchus och familjen bladhorningar. Inga underarter finns listade.